# Miracle on Evergreen Terrace
«Miracle on Evergreen Terrace» (рус. Волшебство на Вечнозелёной улице: Чудеса на Вечнозелённом бульваре) — десятый эпизод девятого сезона «Симпсонов». Премьерный показ состоялся 21 декабря 1997 года.

## Сюжет
В рождественскую ночь Барт случайно сжигает наряженную ёлку вместе со всеми подарками. Утром он говорит семье, что ночью в доме был грабитель, который украл рождественское дерево и подарки. Жители Спрингфилда сочувствуют Симпсонам и помогают им деньгами. Вскоре ложь Барта раскрывается, в результате чего все жители Спрингфилда отворачиваются от Симпсонов и признают их изгоями до тех пор, пока Симпсоны не вернут им деньги.

## Цитаты
Лиза Барту — Ты испортил нам весь праздник и опозорил нашу семью! Я убью тебя!

Гомер — Отойди, Лиза! У тебя слабые ручки!!!

## Отсылки к фильмам
В серии присутствует отсылка к классическому фильму «Эта замечательная жизнь» (1946).